# Kolecistokinin
Kolecistokinin (CCK) je hormon u probavnom sustavu koji sudjeluju u probavi masnoće i proteina, te djeluje kao neuropeptid. 
CCK je peptid nestalnog broja aminokiselina (ovisno o posttranslacijskoj modifikaciji genetskog proizvoda preprokolecistokinina), tako da je CCK obitelj polipeptida koji se imenuju prema broju aminokiselina npr. CCK58, CCK33, CCK8.
Kolecistokinin izlučuju I-stanice mukoznog epitela tankog crijeva, na podražaj hrane bogate mastima ili proteinima u dvanaesniku, a uzrokuje oslobađanje enzima i žuči iz gušterače i žučnog mjehura.
Kolecistokinin stimulira proizvodnju žuči u jetri, stimulira kontrakcije i pražnjenje žučnog mjehura i relaksira Oddijev sfinkter, što rezultira dolaskom žuči u dvanesnik, koja emulzira masti, te tako pomaže apsoprciju masti.
CCK u središnjem živčanom sustavu veže se na CCK receptore koji su rasprostranjeni cijelim SŽS, te se smatra da inducira osjećaj sitosti.